# Delegación Presidencial Regional de O'Higgins
La Delegación Presidencial Regional de O'Higgins (hasta 2021 la Gobernación Provincial de Cachapoal, anteriormente Intendencia de la Provincia de O'Higgins) es un edificio ubicado en la ciudad de Rancagua, Chile. Fue la sede de la gobernación de la provincia de Cachapoal, repartición que fue suprimida en 2021 y sus funciones traspasadas a la nueva Delegación Presidencial Regional de O'Higgins. Es Monumento Nacional.
Está emplazado en la esquina sureste de la Plaza de Los Héroes, centro fundacional e histórico de Rancagua. Junto a la Casa Parroquial y a la Catedral, forma un conjunto de gran valor arquitectónico e histórico, único en torno a la plaza.

## Historia
Fue construido entre los años 1887 y 1889 para albergar a la intendencia de la recién creada provincia de O'Higgins. Originalmente este edificio presentaba el austero y característico estilo neoclásico oficialista, propio de las obras de infraestructura construidas bajo el gobierno de José Manuel Balmaceda. Poseía un pequeño frontón recto, que jerarquizaba el acceso y dentro del cual estaba inscrito el año 1889.
Entre 1926 y 1930, el edificio fue totalmente remodelado al estilo del renacimiento español. Así adquirió un orden simétrico en su acceso en volumen, destacado y coronado en el centro por un reloj. Fue obra del arquitecto José Luis Mosquera, de la Inspección General de Arquitectura de la Dirección de Obras Públicas.
En la década de 1970, con la nueva organización territorial de Chile, el edificio pasa a albergar la gobernación de la nueva provincia de Cachapoal.
Fue declarado Monumento Nacional en categoría de Monumento Histórico el 24 de junio de 1994. En octubre de 1996 fue remodelado.

## Galería de imágenes

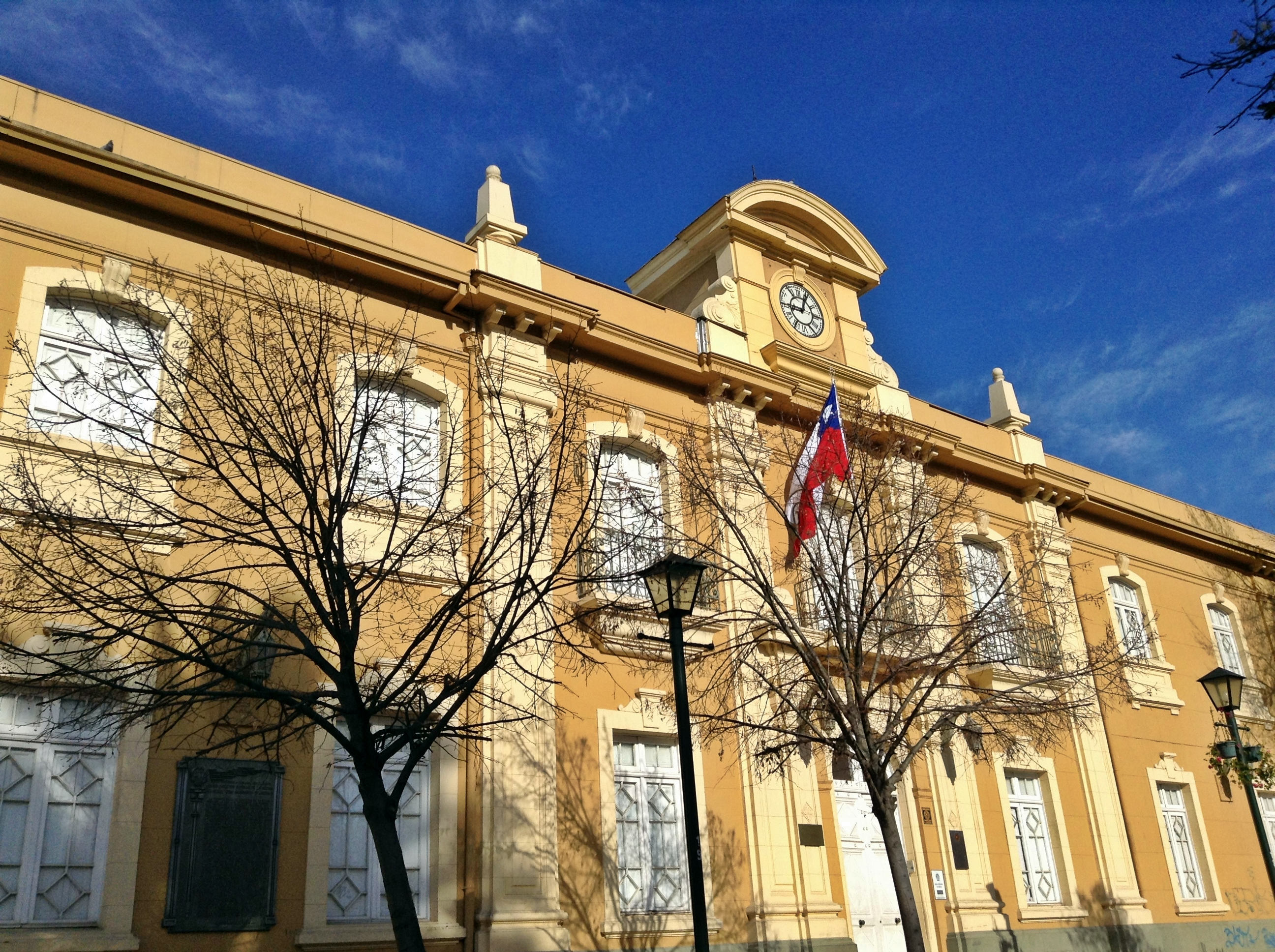
Frontis.
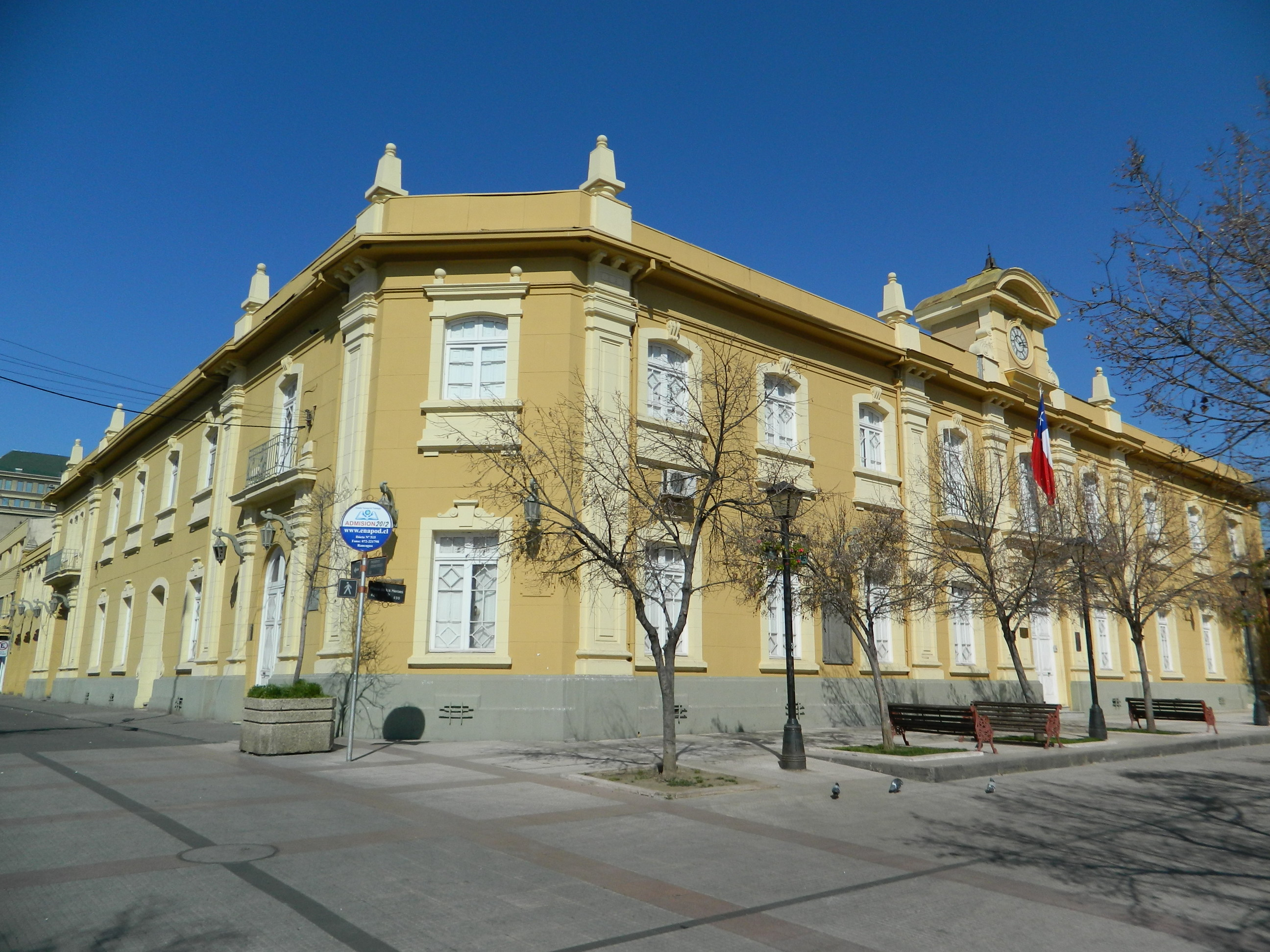
Vista desde la esquina de calle Germán Riesco con la plaza de Los Héroes.
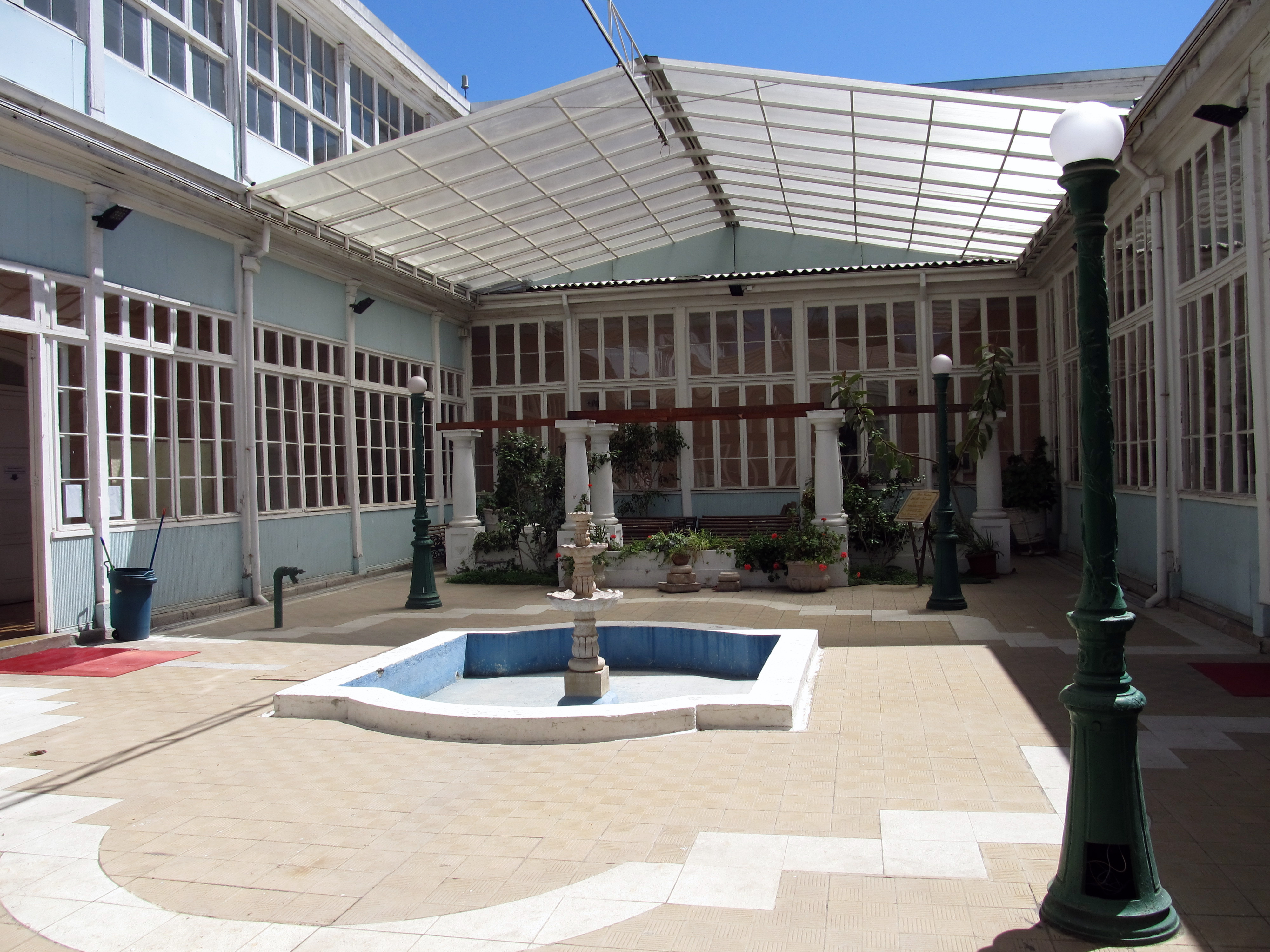
Patio interior.
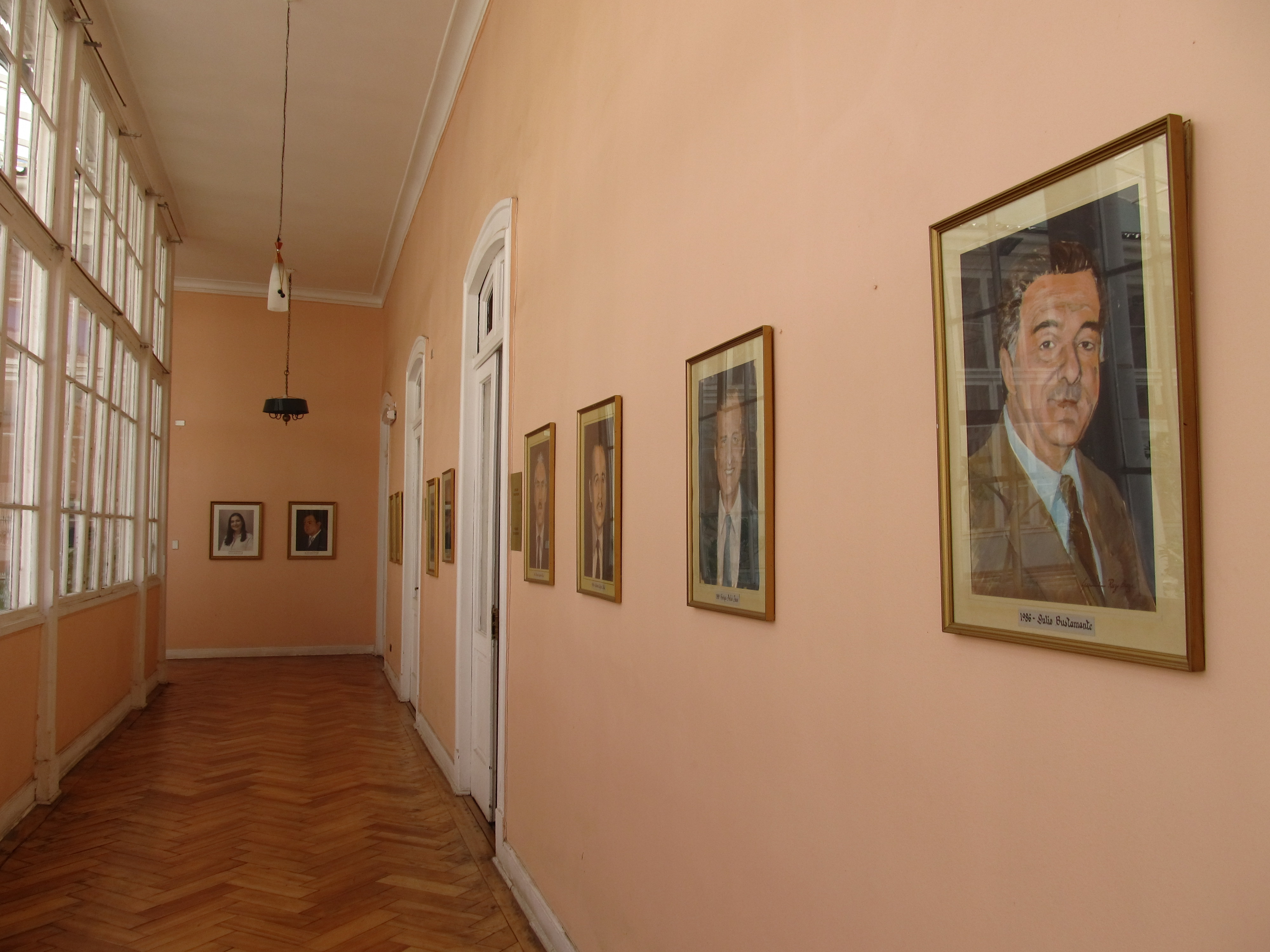
Pasillo del edificio.
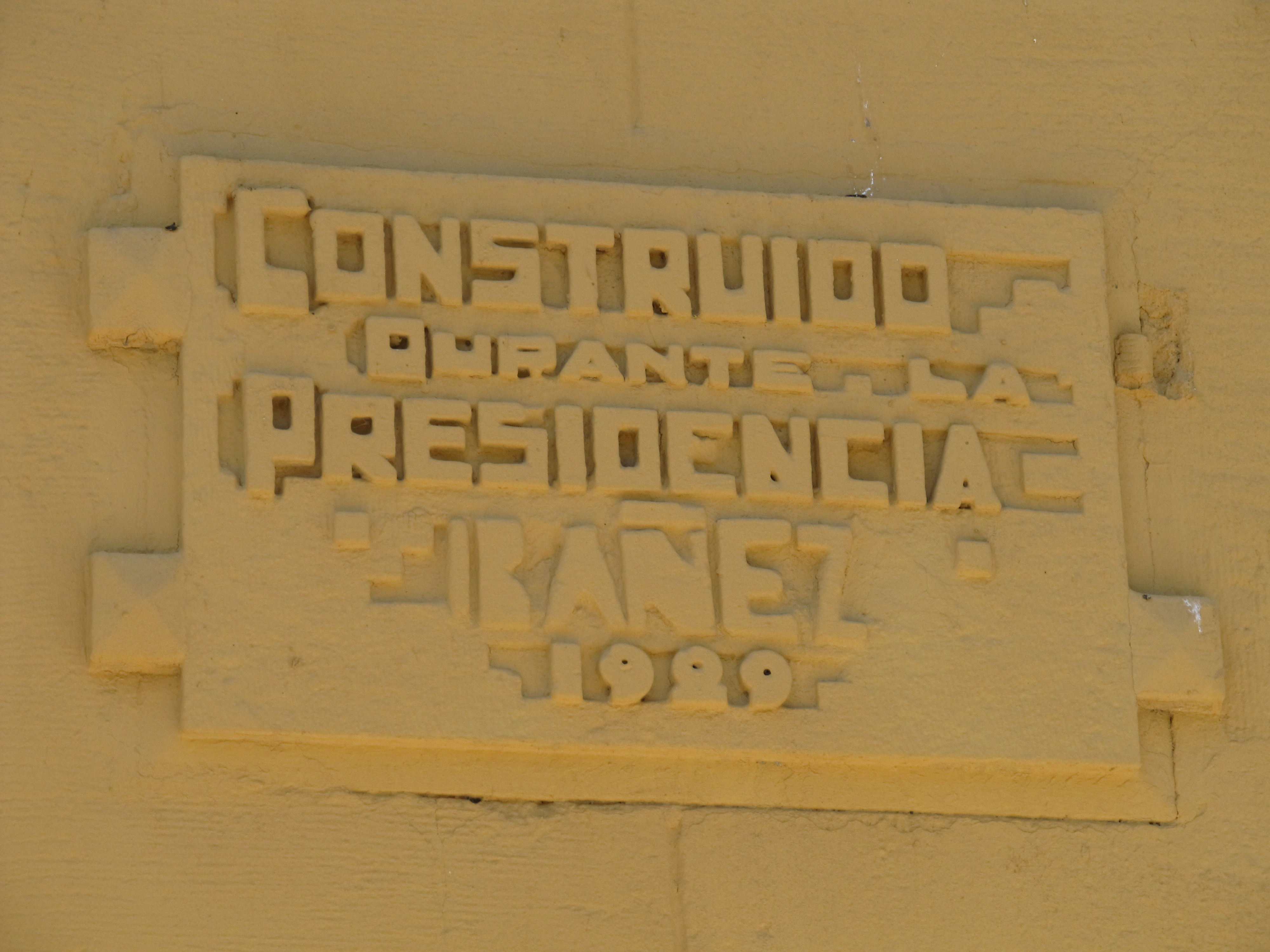
«Construido durante la presidencia (de) Ibáñez. 1929.»
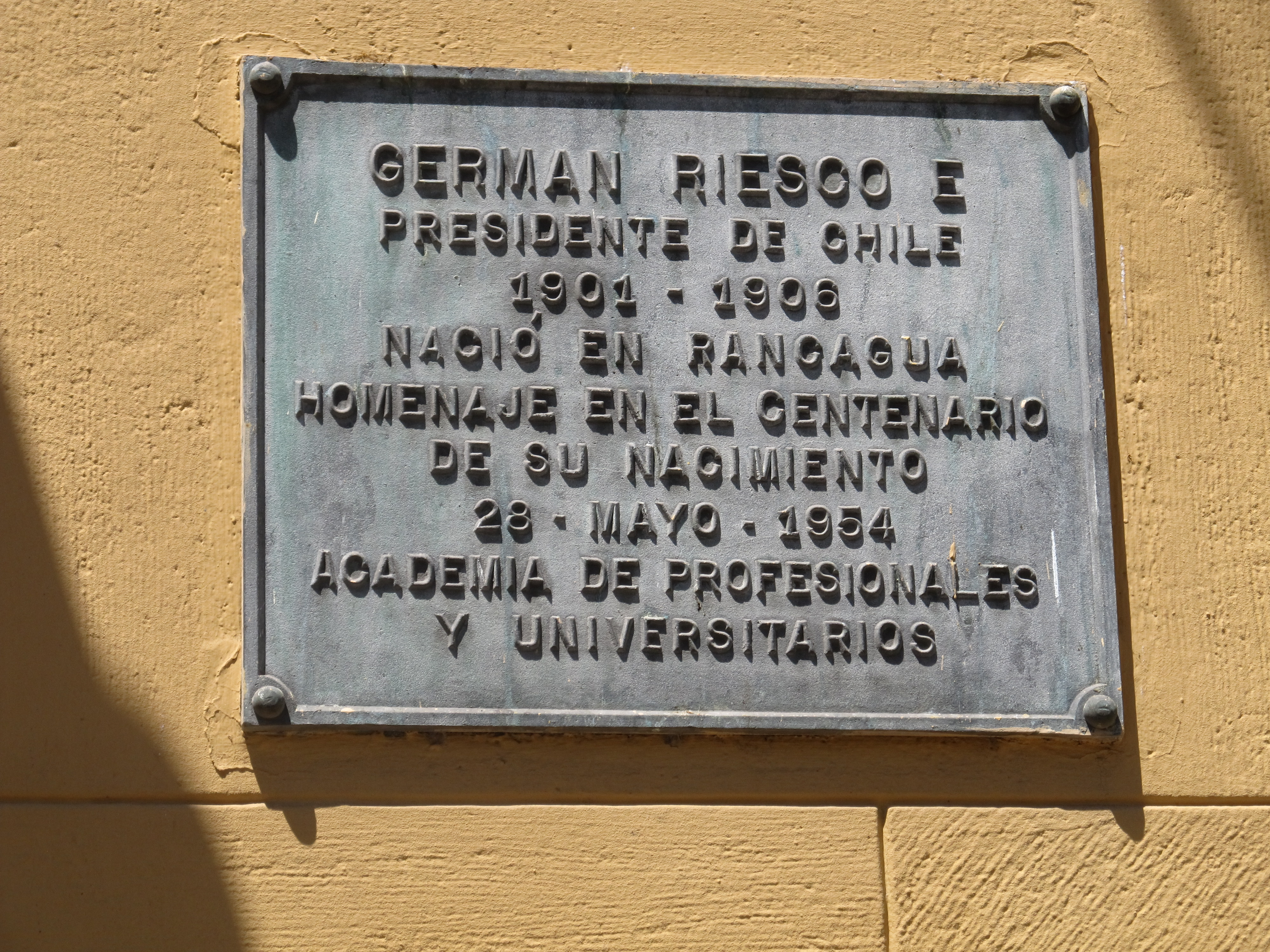
Placa en conmemoración a Germán Riesco (1954).
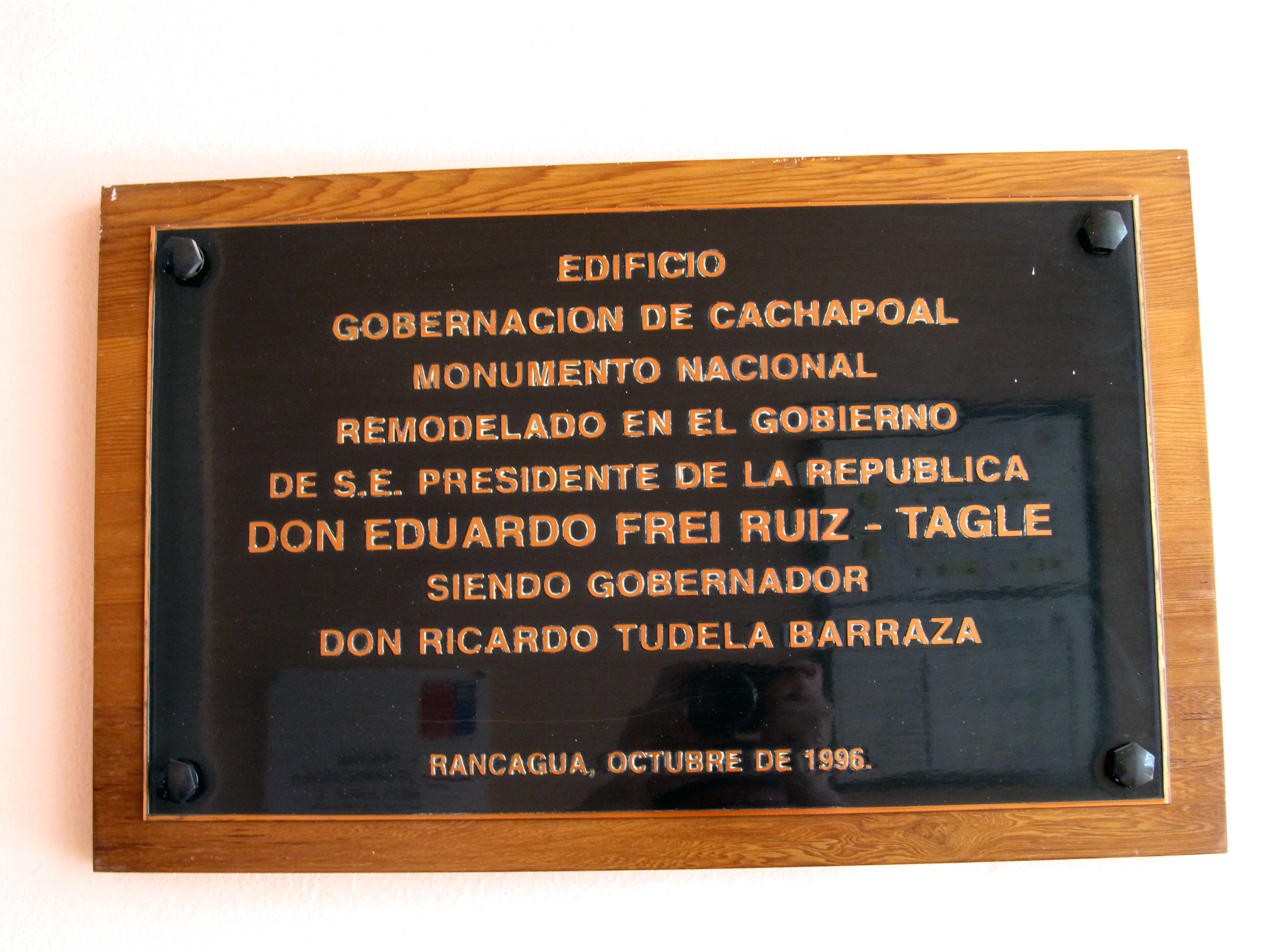
Placa que conmemora la remodelación en 1996.
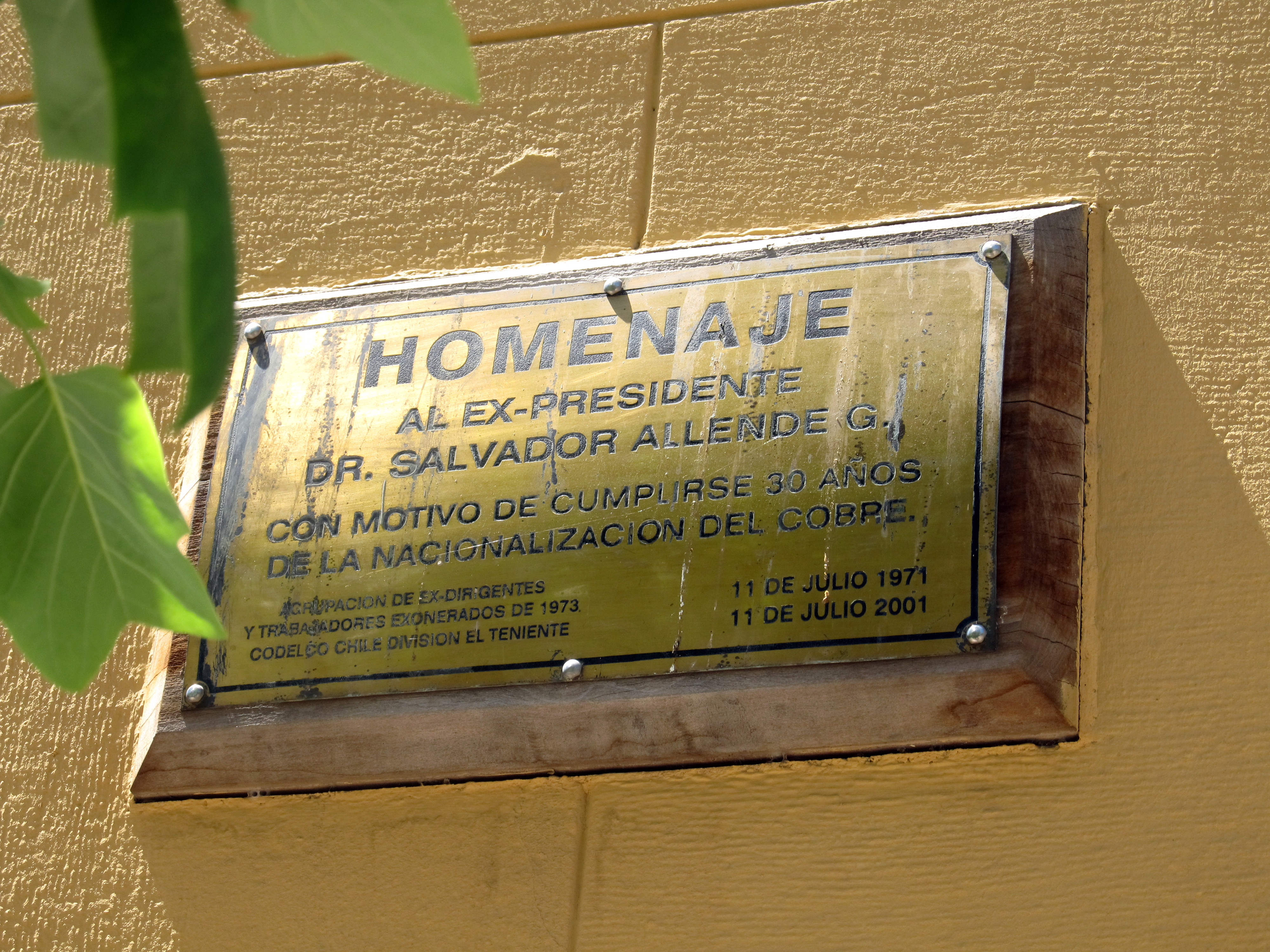
Placa que conmemora la nacionalización del cobre (2001).